# Gaia Bassani Antivari
Gaia Elena Bassani Antivari (Milano, 8 luglio 1978) è un'ex sciatrice alpina grenadina naturalizzata azera.
È indicata anche con la grafia azera del suo nome, Qaya Bassani Antivari.

## Biografia
Ha iniziato a partecipare a gare FIS per Grenada nel 2000 e nel 2001 ha esordito ai Campionati mondiali: nella rassegna iridata di Sankt Anton non ha concluso tuttavia la prova di slalom speciale. Ha continuato a prendere parte a competizioni minori con i colori di Grenada fino al 2002.
Dopo un periodo di inattività, nel 2008 ha ripreso a gareggiare, non più per Grenada ma per l'Azerbaigian; nel 2009 ha preso parte ai Mondiali di Val-d'Isère classificandosi 51ª nello slalom gigante e non completando lo slalom speciale. L'anno dopo ha partecipato ai XXI Giochi olimpici invernali di Vancouver 2010: si è piazzata 57ª nello slalom gigante e non ha terminato lo slalom speciale.
Nuovamente lontana dalle gare fino a dicembre 2013, ha ripreso a prendere parte a competizioni secondarie e si è poi iscritta allo slalom speciale dei XXII Giochi olimpici invernali di Soči 2014, senza tuttavia prendere il via; la sua ultima gara in carriera è stata così lo slalom speciale FIS disputato a Splügen il 31 gennaio precedente. In carriera non ha mai esordito né in Coppa del Mondo né in Coppa Europa.